# NEW HORIZON (EUPHORIAの曲)
『NEW HORIZON』（ニュー・ホライズン）は、2019年8月28日に発売されたEUPHORIAの1枚目のシングル。

## 概要
メンバーは、詩織叶逢、翔咲心、碧井湊都、海憧乙綺、世梨沢伊織。

## 収録曲
テイチクレコード公式サイト内の紹介ページによる。

### 初回限定盤A
CD
1. NEW  HORIZON
  - 作詞・作曲：阿久津健太郎
  - 編曲：佐久間誠
2. トパーズ色の太陽
  - 作詞：林田健司
  - 作曲：阿久津健太郎
  - 編曲：佐久間誠

DVD
- 「NEW HORIZON」Music Video
- 「Making of NEW HORIZON」Music Video

### 初回限定盤B
CD
1. NEW HORIZON
2. トパーズ色の太陽

DVD
- EUPHORIA スペシャル映像番組 セルフプロデュース企画「EUPHORIAの〇〇王子さま」

### 通常盤
CD
1. NEW HORIZON
2. トパーズ色の太陽
3. 君はDestiny
  - 作詞：ans.
  - 作曲：YUMA
  - 編曲：佐久間誠
4. NEW HORIZON（Instrumental）
5. トパーズ色の太陽（Instrumental）
6. 君はDestiny（Instrumental）